# Thaddeus Peplowski
Thaddeus Peplowski (Albany, 4 novembre 1936 – Tonawanda, 19 gennaio 2018) è stato un vescovo vetero-cattolico statunitense.
Fu consacrato il 30 novembre 1990, divenendo vescovo della Diocesi di Buffalo-Pittsburgh come successore di Jan Swantek.
Il 28 aprile 2008 fu tra i firmatari della Dichiarazione di Scranton.